# Hamptjärnen (Tuna socken, Medelpad)
Hamptjärnen är en sjö i Sundsvalls kommun i Medelpad och ingår i Ljungans huvudavrinningsområde.